# Salon de l'automobile de New York
Le salon de l'automobile de New York (NYIAS ou en anglais New York International Auto Show) est un salon automobile international annuel créé en 1900 à Manhattan à New York aux États-Unis. Avec près d'un million de visiteurs, il est le second salon automobile des États-Unis après le salon international de l'automobile de Détroit.

## Historique
Fondé deux ans après le mondial de l'automobile de Paris (premier salon automobile international du monde fondé en 1898), le salon de New York est organisé annuellement depuis 1900 de la fin mars ou début avril au Colisée de New York (de 1956 et 1987) puis au Jacob K. Javits Convention Center de Manhattan, au bord du fleuve Hudson, proche de l'Empire State Building.

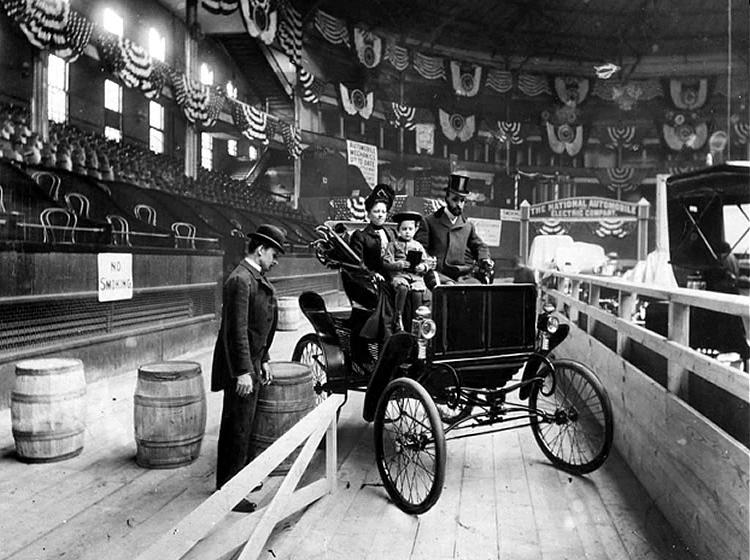
Salon de 1900.
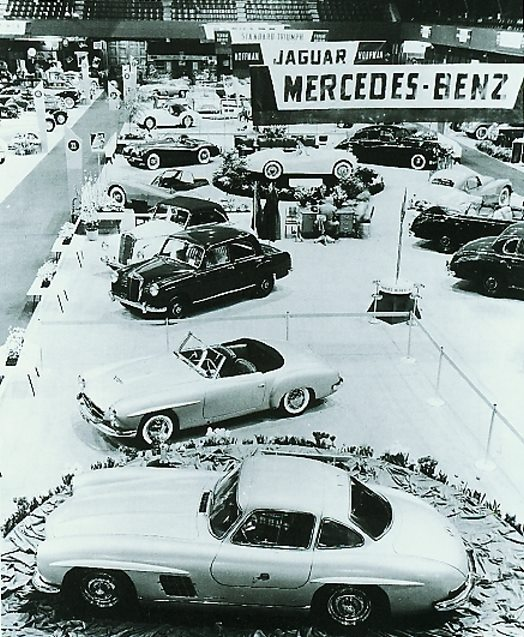
Salon de 1954.
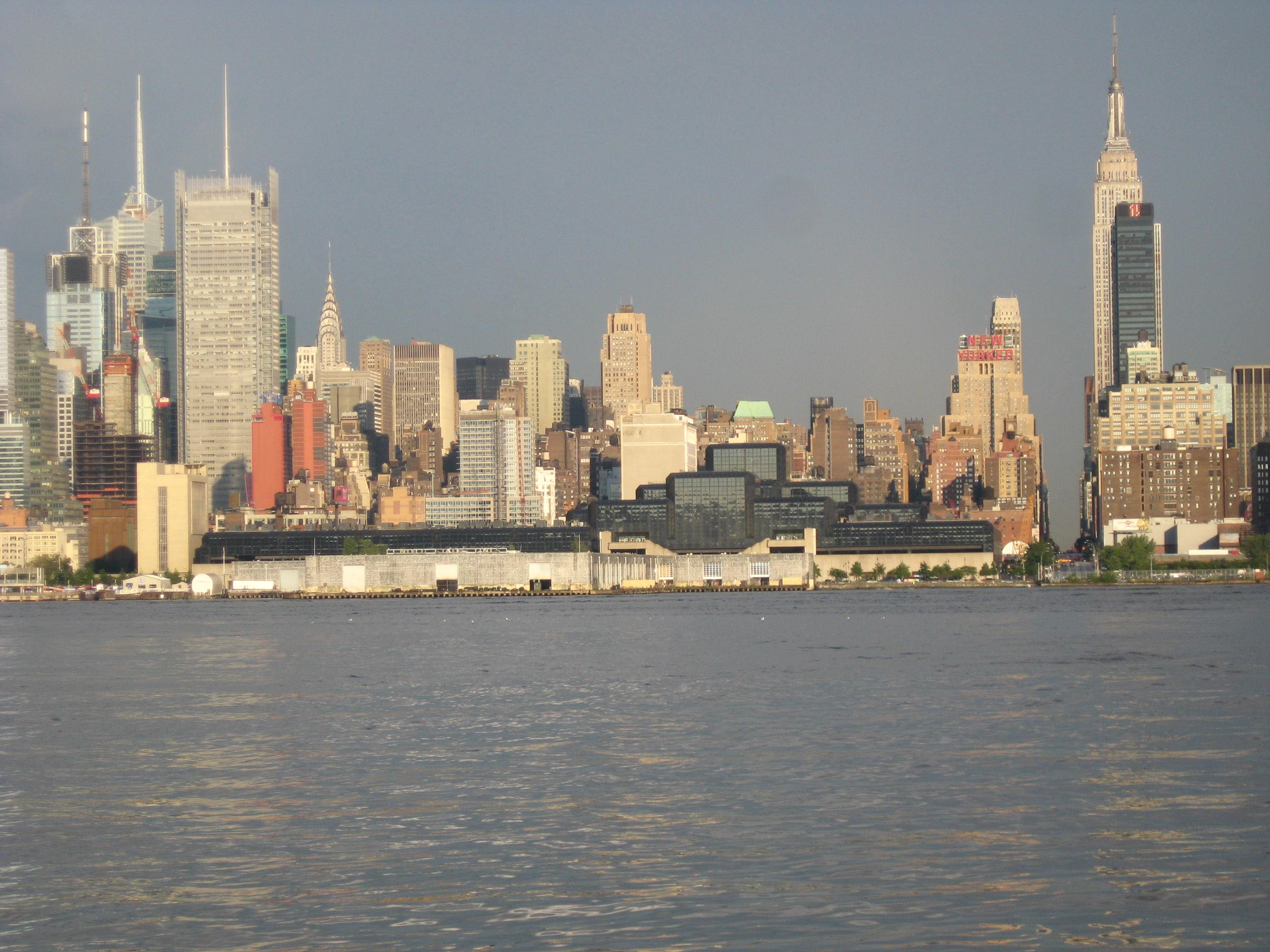
Jacob K. Javits Convention Center de Manhattan.

## Éditions

### 2003
- Chrysler 300

### 2016

#### Nouveautés
- Mazda MX-5 RF
- Mercedes-Benz GLC Coupé [1]

#### Concept cars
- Genesis New York Concept

### 2017
L'édition 2017 du Salon de New York a lieu du 14 avril au 23 avril 2017.

#### Nouveautés
- Dodge Challenger SRT Demon[2]
- Jeep Grand Cherokee Trackhawk
- Lincoln Navigator
- Chevrolet Corvette Carbon 65
- Lexus LS F-Sport

#### Concept cars
- Infiniti QX80 Monograph Concept
- Toyota FT-4X Concept

### 2018
L'édition 2018 du salon de New York a lieu du vendredi 30 mars au dimanche 8 avril 2018.

#### Nouveautés
- Acura RDX[3]
- Audi RS5 Sportback
- Cadillac CT-6 V-Sport
- Cadillac XT4[4]
- Genesis G70
- GMC Sierra AT4[5]
- Jaguar F-Pace SVR
- Maserati Levante Trofeo V8
- Mini Countryman hybrid Panamericana
- Nissan Altima VI
- Subaru Forester V
- Toyota RAV4 V

#### Restylages
- Cadillac CT-6
- Hyundai Tucson
- Mercedes-Benz Classe C Coupé et Cabriolet[6]
- Mercedes-AMG C63

#### Concept cars
- Genesis Essentia Concept
- Lincoln Aviator Concept[7]
- Volkswagen Atlas Cross Sport Concept
- Volkswagen Atlas Tanoak  Concept[8]

### 2019
L'édition 2019 du salon de New York a lieu du vendredi 19 au 28 avril 2019.

#### Nouveautés
- Hyundai Venue[9]
- Kia Stinger GTS[10]
- Mercedes-Benz Classe GLS II
- Nissan 370Z 50th Anniversary
- Nissan GT-R 50th Anniversary Edition
- Porsche 911 Speedster
- Qiantu K50
- Subaru Outback V[11]
- Toyota Highlander IV[12]

#### Concept cars
- Genesis Mint Concept[13]
- Kia Habaniro concept[14]

### 2020 (annulée)
L'édition 2020 du salon de New York devait avoir lieu du vendredi 10 au 19 avril 2020 mais à la suite de l'épidémie de coronavirus COVID-19, le salon est reporté du 28 août au 6 septembre 2020  puis finalement annulée.

### 2021 (annulée)
L'édition 2021 du salon de New York devait avoir lieu du 20 au 29 août 2021, mais comme l'année précédente celle-ci est annulée en raison de la pandémie de Covid-19 aux États-Unis.

### 2022
L'édition 2022 du salon de New York a lieu du vendredi 15 au 24 avril 2022.

#### Nouveautés
- Deus Vayanne
- Lamborghini Huracan Tecnica

#### Restylages
- Hyundai Palisade
- Kia Telluride
- Subaru Outback VI

#### Concept cars
- Chrysler Airflow Graphite Concept[18]
- Genesis X Speedium Coupe Concept

### 2023
L'édition 2023 du salon de New York a lieu du vendredi 7 au 16 avril 2023.

#### Nouveautés
- Kia EV9
- Toyota GR Corolla[19]
- Hyundai Kona N-Line[20]

#### Restylages
- Jeep Wrangler VI

### 2024
L'édition 2024 du salon de New York a lieu du vendredi 29 mars au dimanche 16 avril 2023.

#### Nouveautés
- Kia EV4[21]
- Kia K4

#### Concept cars
- Genesis GV60 Magma Concept
- Genesis Neolun